# 塞格
塞格是德国巴伐利亚州的一个市镇。总面积50.07平方公里，总人口2811人，其中男性1395人，女性1416人（2011年12月31日），人口密度56人/平方公里。